# Szymon Kazimierz Kurowicz Zabistowski
Szymon Kazimierz Kurowicz Zabistowski herbu własnego (zm. 12/13 grudnia 1691 roku) – instygator litewski w 1676 roku, wiceinstygator litewski w 1659 roku, sekretarz Jego Królewskiej Mości.
Był elektorem Jana III Sobieskiego z powiatu kowieńskiego w 1674 roku. Podpisał  jego pacta conventa.